# Олександрійська селищна рада
Олександрійська се́лищна ра́да — колишній, до реформи 2020 року, орган місцевого самоврядування у складі Олександрійської міської ради Кіровоградської області. Адміністративний центр — смт Олександрійське.

## Загальні відомості
- Населення ради: 4 876 осіб (станом на 1 січня 2011 року)

## Населені пункти
Селищній раді підпорядкований один населений пункт:
- смт Олександрійське

## Склад ради
Рада складається з 22 депутатів (до 2015 з 24 депутатів) та голови.
- Голова ради: Клєвак Віктор Григорович
- Секретар ради:

### Керівний склад попередніх скликань
| ПІБ                           | Основні відомості                                   | Дата обрання | Дата звільнення |
| ----------------------------- | --------------------------------------------------- | ------------ | --------------- |
| Бандурко Тетяна Володимирівна | Селищний голова, 1961 року народження, позапартійна | 26.03.2006   | 31.10.2010      |
| Бандурко Тетяна Володимирівна | Селищний голова, 1961 року народження, позапартійна | 31.10.2010   | 25.10.2015      |

Примітка: таблиця складена за даними джерела

### Депутати
За результатами місцевих виборів 2015 року депутатами ради стали 22 особи, з яких 4 було висунуто ВО Батьківщина, решта — самовисуванці..

#### Попередні скликання
За результатами місцевих виборів 2010 року депутатами ради стали:
За суб'єктами висування
| Суб'єкт висування                                       | Кількість обраних депутатів | %    |
| ------------------------------------------------------- | --------------------------- | ---- |
| Партія регіонів                                         | 6                           | 25   |
| Політична партія «Сильна Україна»                       | 6                           | 25   |
| Самовисування                                           | 6                           | 25   |
| Комуністична партія України                             | 4                           | 16,7 |
| Народно-демократична партія (НДП)                       | 1                           | 4,2  |
| Політична партія Всеукраїнське об'єднання «Батьківщина» | 1                           | 4,2  |

За округами
| № округу                                                | Прізвище, ім'я, по батькові        | Дата визнання обраним | Освіта                    | Партійна приналежність                        | Відомості про обраного депутата                   |
| ------------------------------------------------------- | ---------------------------------- | --------------------- | ------------------------- | --------------------------------------------- | ------------------------------------------------- |
| Комуністична партія України                             |                                    |                       |                           |                                               |                                                   |
| 1                                                       | Печерський Володимир Миколайович   | 05.11.2010            | Освіта середня спеціальна | позапартійний                                 | пенсіонер                                         |
| 2                                                       | Парада Сергій Іванович             | 05.11.2010            | Освіта середня спеціальна | член Комуністичної партії України             | пенсіонер                                         |
| 9                                                       | Міщенко Ніна Володимирівна         | 05.11.2010            | Освіта вища               | член Комуністичної партії України             | тимчасово не працює                               |
| 20                                                      | Орлов Микола Федотович             | 10.11.2010            | Освіта вища               | позапартійний                                 | пенсіонер                                         |
| Народно-демократична партія (НДП)                       |                                    |                       |                           |                                               |                                                   |
| 6                                                       | Груй Степан Іванович               | 05.11.2010            | Освіта середня            | член Народно-демократичної партії (НДП)       | тимчасово не працює                               |
| Партія регіонів                                         |                                    |                       |                           |                                               |                                                   |
| 4                                                       | Ошека Інна Миколаївна              | 05.11.2010            | Освіта вища               | позапартійна                                  | Димитрівська музична школа, викладач музики       |
| 11                                                      | Лакотош Наталія Володимирівна      | 05.11.2010            | Освіта вища               | позапартійна                                  | Димитровський будинок культури, директор          |
| 13                                                      | Нестеренко Володимир Володимирович | 05.11.2010            | Освіта вища               | позапартійний                                 | аптека № 8, менеджер                              |
| 16                                                      | Данільченко Віталій Євгенович      | 05.11.2010            | Освіта вища               | позапартійний                                 | приватний підприємець                             |
| 19                                                      | Глущенко Олена Петрівна            | 05.11.2010            | Освіта вища               | позапартійна                                  | міська поліклініка № 2, стоматолог                |
| 24                                                      | Буріко Тетяна Іванівна             | 05.11.2010            | Освіта вища               | член Партії регіонів                          | Димитрівська селищна рада, секретар               |
| Політична партія Всеукраїнське об'єднання «Батьківщина» |                                    |                       |                           |                                               |                                                   |
| 10                                                      | Рожкова Людмила Ісхахівна          | 05.11.2010            | Освіта вища               | член Всеукраїнського об'єднання «Батьківщина» | загальноосвітній навчальний заклад № 12, вчитель  |
| Політична партія «Сильна Україна»                       |                                    |                       |                           |                                               |                                                   |
| 3                                                       | Басараб Андрій Васильович          | 05.11.2010            | Освіта середня            | позапартійний                                 | приватний підприємець                             |
| 5                                                       | Дмитренко Алла Сергіївна           | 05.11.2010            | Освіта вища               | член Політичної партії «Сильна Україна»       | дошкільний навчальний заклад № 15, вихователь     |
| 7                                                       | Великий Віталій Андрійович         | 05.11.2010            | Освіта середня            | позапартійний                                 | «Міськгаз», слюсар                                |
| 12                                                      | Безверхня Наталія Олександрівна    | 05.11.2010            | Освіта вища               | член Політичної партії «Сильна Україна»       | дошкільний навчальний заклад № 15, вихователь     |
| 17                                                      | Узлов Анатолій Микитович           | 05.11.2010            | Освіта середня            | член Політичної партії «Сильна Україна»       | пенсіонер                                         |
| 18                                                      | Залевський Віктор Володимирович    | 05.11.2010            | Освіта вища               | член Політичної партії «Сильна Україна»       | Новопразька дитяча музична школа, викладач музики |
| Самовисування                                           |                                    |                       |                           |                                               |                                                   |
| 8                                                       | Карета Станіслав Дмитрович         | 05.11.2010            | Освіта вища               | позапартійний                                 | КП «Довіра», начальник                            |
| 14                                                      | Матрук Катерина Миколаївна         | 05.11.2010            | Освіта середня спеціальна | позапартійна                                  | Димитровська селищна рада, спеціаліст             |
| 15                                                      | Луценко Віктор Васильович          | 05.11.2010            | Освіта середня спеціальна | позапартійний                                 | КП «Довіра», майстер                              |
| 21                                                      | Фоменко Валентина Терентіївна      | 05.11.2010            | Освіта середня            | член Партії регіонів                          | пенсіонер                                         |
| 22                                                      | Литвиненко Руслан Олександрович    | 05.11.2010            | Освіта середня            | позапартійний                                 | приватний підприємець                             |
| 23                                                      | Шевченко Сергій Семенович          | 05.11.2010            | Освіта вища               | позапартійний                                 | тимчасово не працює                               |